# AFC Cup 2010
De AFC Cup 2010  was de zevende editie van dit voetbaltoernooi voor clubs dat door de Asian Football Confederation (AFC) wordt georganiseerd.
De Syrische club Al-Ittihad Aleppo nam de beker over van de Koeweitse club Al-Kuwait Kaifan.

## Opzet
- Drie clubs van de elite landen krijgen een kans om mee te doen aan de AFC Cup 2010 daardoor is een play-off wedstrijd aan de kalender toegevoegd.
- Voor de tweede keer in de historie zullen teams uit Irak en Koeweit deelnemen aan de AFC Cup.
- Een team uit Qatar zal voor de eerste keer meedoen.
- 33 teams zullen meedoen aan deze editie (21 uit West-Azië en India en 12 uit Oost-Azië)
- De 32 teams zullen in 8 groepen worden verdeeld (5 groepen uit West-Azië en 3 uit Oost-Azië).
- De eerste twee teams zullen door gaan naar de laatste 16. Wedstrijden in deze ronde worden over 1 wedstrijd gespeeld.
- De kwartfinale, halve finale en finale zullen over twee duels worden gespeeld.

## Deelname
Aan het toernooi namen 31 clubs uit 17 landen deel. De clubs Najaf FC en Arbil FC uit Irak werden van deelname uitgesloten omdat Irak een schorsing door de FIFA opgelegd had gekregen.
Groepsfase(31 teams)
- 3 clubs uit:  Koeweit,  Syrië
- 2 clubs uit:  Hongkong,  India,  Indonesië,  Jemen,  Jordanië,  Libanon,  Malediven,  Oman,  Thailand,  Vietnam
- 1 club uit:  Bahrein,  Maleisië,  Oezbekistan,  Qatar,  Singapore

Inclusief titelhouder Al-Kuwait Kaifan (Koeweit) en de 5 uitgeschakelde clubs in de kwalificatie play-offs van de AFC Champions League 2010 (Al-Karamah, Churchill Brothers SC, Đà Nẵng FC, Muangthong United en Sriwaijaya FC. 
Gekwalificeerde teams
| Club                        | Kwalificatiemethode              | Deelname (vorige) |
| --------------------------- | -------------------------------- | ----------------- |
| Al-Kuwait Kaifan            | Winnaar AFC Cup 2009             | 2e (2009)         |
| Qadsia SC                   | Kampioen competitie 2008/09      | 1e                |
| Kazma Sporting Club         | 2e plaats competitie 2008/09     | 1e                |
| Al-Karamah                  | Verliezer ACL play-off West-Azië | 2e (2009)         |
| Al-Ittihad Aleppo           | 2e plaats competitie 2008/09     | 1e                |
| Al-Jaish Damascus           | 3e plaats competitie 2008/09     | 2e (2004)         |
| South China AA              | Kampioen competitie 2008/09      | 3e (2009)         |
| Tai Po FC                   | Bekerwinnaar 2009                | 1e                |
| Churchill Brothers SC       | Verliezer ACL play-off West-Azië | 1e                |
| Kingfisher East Bengal Club | Bekerwinnaar 2009                | 4e (2008)         |
| Sriwijaya FC                | Verliezer Play-off ACL           | 1e                |
| Persiwa Wamena              | 2e plaats competitie 2008/09     | 1e                |
| Al-Hilal Al-Sahili          | Kampioen competitie 2009         | 4e (2009)         |
| Al-Ahli Sanaa               | Bekerwinnaar 2009                | 2e (2008)         |
| Al-Wihdat Amman             | Kampioen competitie 2008/09      | 5e (2009)         |
| Shabab Al-Ordon             | 2e plaats competitie 2008/09     | 3e (2008)         |

| Club                  | Kwalificatiemethode          | Deelname (vorige) |
| --------------------- | ---------------------------- | ----------------- |
| Al-Nejmeh Beiroet     | Kampioen competitie 2008/09  | 5e (2007)         |
| Al-Ahed Beiroet       | Bekerwinnaar 2009            | 4e (2009)         |
| VB Sports Club        | Kampioen competitie          | 2e (2009)         |
| Victory SC            | Bekerwinnaar                 | 3e (2008)         |
| Al-Nahda Muscat Club  | Kampioen competitie 2009     | 2e (2008)         |
| Saham Club            | Bekerwinnaar 2009            | 1e                |
| Muangthong United     | Verliezer Play-off ACL       | 1e                |
| Thai Port FC          | Bekerwinnaar 2009            | 1e                |
| Đà Nẵng FC            | Verliezer Play-off ACL       | 1e                |
| Binh Duong FC         | 2e plaats competitie 2009    | 23 (2009)         |
| Riffa Club            | 2e plaats competitie 2008/09 | 1e                |
| Selangor FA           | Kampioen competitie 2009     | 2e (2006)         |
| Nasaf Qarshi          | 3e plaats competitie 2009    | 1e                |
| Al-Rayyan Sports Club | 3e plaats competitie 2008/09 | 1e                |
| Geylang United        | Bekerwinnaar 2009            | 2e (2004)         |

## Data
| Datum             | Fase                                  |
| ----------------- | ------------------------------------- |
| 7 december        | Loting voor de play-off en groepsfase |
| 23 januari        | Play-off wedstrijd                    |
| 23 en 24 februari | Groepsfase speeldag 1                 |
| 16 en 17 maart    | Groepsfase speeldag 2                 |
| 23 en 24 maart    | Groepsfase speeldag 3                 |
| 6 en 7 april      | Groepsfase speeldag 4                 |
| 20 en 21 april    | Groepsfase speeldag 5                 |
| 27 en 28 april    | Groepsfase speeldag 6                 |

| Datum        | Fase                             |
| ------------ | -------------------------------- |
| 11 en 12 mei | Laatste 16                       |
| 25 mei       | Loting voor de resterende rondes |
| 15 september | Kwart finale, heenduel           |
| 21 september | Kwart finale, terugduel          |
| 6 oktober    | Halve finale, heenduel           |
| 19 oktober   | Halve finale, terugduel          |
| 6 november   | Finale                           |

## Groepsfase
De loting voor de groepsfase vond plaats op 7 december 2009 in Kuala Lumpur, Maleisië.

### Groep A
| Team                        | Pld | W | D | L | DV | DT | DS  | Pts |
| --------------------------- | --- | - | - | - | -- | -- | --- | --- |
| Al-Karamah                  | 6   | 4 | 2 | 0 | 12 | 4  | +8  | 14  |
| Shabab Al-Ordon Al-Qadisiya | 6   | 3 | 3 | 0 | 13 | 5  | +8  | 12  |
| Saham Club                  | 6   | 1 | 2 | 3 | 5  | 11 | −6  | 5   |
| Al-Ahli Sanaa               | 6   | 0 | 1 | 5 | 3  | 13 | −10 | 1   |

### Groep B
| Team                  | Pld | W | D | L | DV | DT | DS | Pts |
| --------------------- | --- | - | - | - | -- | -- | -- | --- |
| Al-Kuwait Kaifan      | 4   | 2 | 2 | 0 | 13 | 5  | +8 | 8   |
| Churchill Brothers SC | 4   | 2 | 1 | 1 | 6  | 10 | −4 | 7   |
| Al-Hilal Al-Sahili    | 4   | 0 | 1 | 3 | 3  | 7  | −4 | 1   |

### Groep C
| Team                | Pld | W | D | L | DV | DT | DS  | Pts |
| ------------------- | --- | - | - | - | -- | -- | --- | --- |
| Kazma Sporting Club | 6   | 4 | 1 | 1 | 6  | 3  | +3  | 13  |
| Nasaf Qarshi        | 6   | 3 | 2 | 1 | 12 | 4  | +8  | 11  |
| Al-Jaish Damascus   | 6   | 2 | 2 | 2 | 10 | 8  | +2  | 8   |
| Al-Ahed Beiroet     | 6   | 0 | 1 | 5 | 5  | 18 | −13 | 1   |

### Groep D
| Team                        | Pld | W | D | L | DV | DT | DS  | Pts |
| --------------------------- | --- | - | - | - | -- | -- | --- | --- |
| Qadsia SC                   | 6   | 4 | 2 | 0 | 14 | 5  | +9  | 14  |
| Al-Ittihad Aleppo           | 6   | 3 | 1 | 2 | 10 | 8  | +2  | 10  |
| Al-Nejmeh SC                | 6   | 3 | 1 | 2 | 12 | 8  | +4  | 10  |
| Kingfisher East Bengal Club | 6   | 0 | 0 | 6 | 5  | 20 | −15 | 0   |

### Groep E
| Team                  | Pld | W | D | L | DV | DT | DS | Pts |
| --------------------- | --- | - | - | - | -- | -- | -- | --- |
| Al-Rayyan Sports Club | 6   | 5 | 0 | 1 | 16 | 7  | +9 | 15  |
| Riffa Club            | 6   | 4 | 1 | 1 | 7  | 5  | +2 | 13  |
| Al-Wihdat Amman       | 6   | 2 | 1 | 3 | 8  | 10 | −2 | 7   |
| Al-Nahda Muscat Club  | 6   | 0 | 0 | 6 | 3  | 12 | −9 | 0   |

### Groep F
| Team          | Pld | W | D | L | DV | DT | DS  | Pts |
| ------------- | --- | - | - | - | -- | -- | --- | --- |
| Sriwijaya FC  | 6   | 4 | 1 | 1 | 17 | 3  | +14 | 13  |
| Binh Doung FC | 6   | 4 | 1 | 1 | 14 | 2  | +12 | 13  |
| Selangor FA   | 6   | 1 | 1 | 4 | 7  | 16 | −9  | 4   |
| Victory SC    | 6   | 1 | 1 | 4 | 2  | 19 | −17 | 4   |

### Groep G
| Team              | Pld | W | D | L | DV | DT | DS  | Pts |
| ----------------- | --- | - | - | - | -- | -- | --- | --- |
| South China AA    | 6   | 4 | 1 | 1 | 12 | 5  | +7  | 13  |
| Muangthong United | 6   | 3 | 2 | 1 | 12 | 7  | +5  | 11  |
| VB Sports Club    | 6   | 3 | 0 | 3 | 12 | 11 | +1  | 9   |
| Persiwa Wamena    | 6   | 0 | 1 | 5 | 8  | 21 | −13 | 1   |

### Groep H
| Team                   | Pld | W | D | L | DV | DT | DS | Pts |
| ---------------------- | --- | - | - | - | -- | -- | -- | --- |
| Đà Nẵng FC             | 6   | 4 | 2 | 0 | 12 | 6  | +6 | 14  |
| Thai Port FC           | 6   | 3 | 2 | 1 | 8  | 5  | +3 | 11  |
| Geylang United         | 6   | 0 | 4 | 2 | 7  | 9  | −2 | 4   |
| NT Realty Wofoo Tai Po | 6   | 0 | 2 | 4 | 3  | 10 | −2 | 2   |

## Knock-outfase

### Laatste 16
De wedstrijden werden op 11 en 12 mei gespeeld.
| Team 1              | Res.         | Team 2                      |
| ------------------- | ------------ | --------------------------- |
| Al-Karamah          | 1-0          | Nasaf Qarshi                |
| Kazma Sporting Club | 1-1 ns (6-5) | Shabab Al-Ordon Al-Qadisiya |
| Al-Rayyan           | 1-1 ns (4-2) | Muangthong United           |
| Qadsia SC           | 2-1          | Churchill Brothers SC       |
| Đà Nẵng FC          | 4-3 nv       | Binh Duong FC               |
| South China AA      | 1-3          | Riffa Club                  |
| Al-Kuwait Kaifan    | 1-1 ns (4-5) | Al-Ittihad Aleppo           |
| Sriwijaya FC        | 1-4          | Thai Port FC                |

### Kwartfinale
De loting voor de resterende rondes vond plaats in Kuala Lumpur, Maleisië op 25 mei 2010.
De heenwedstrijden werden op 14 en 15 september gespeeld, de terugwedstrijden op 21 en 22 september.
| Team 1            | Tot. | Team 2              | 1e wedstr. | 2e wedstr. |
| ----------------- | ---- | ------------------- | ---------- | ---------- |
| Al-Ittihad Aleppo | 4-2  | Kazma Sporting Club | 3-2        | 1-0        |
| Riffa Club        | 8-3  | Đà Nẵng FC          | 3-0        | 5-3        |
| Al-Karamah        | 1-2  | Muangthong United   | 1-0        | 0-2        |
| Thai Port FC      | 0-3  | Qadsia SC           | 0-0        | 0-3        |

### Halve finale
De wedstrijden werden op 5 en 19 oktober gespeeld.
| Team 1            | Tot. | Team 2            | 1e wedstr. | 2e wedstr. |
| ----------------- | ---- | ----------------- | ---------- | ---------- |
| Muangthong United | 1–2  | Al-Ittihad Aleppo | 1–0        | 0–2        |
| Riffa Club        | 3–4  | Qadsia SC         | 2–0        | 1–4        |

### Finale
|                          |              |         |                   | |
| 6 november 19.00 (UTC+3) | Qadsia SC    | 1-1 nv  | Al-Ittihad Aleppo | Jaber International Stadium, Kuwait City Toeschouwers: 58.604 Scheidsrechter: Khalil Al Ghamdi ( Saoedi-Arabië) |
| 6 november 19.00 (UTC+3) | Al Enezi 29' | Verslag | Diab 53'          | Jaber International Stadium, Kuwait City Toeschouwers: 58.604 Scheidsrechter: Khalil Al Ghamdi ( Saoedi-Arabië) |

|                                          |     | strafschoppen              |  |
| Al Ansari Al Bloushi Al Khatib Al Mejmed | 2-4 | ' Hemidi Diab Dakka Kalaji |  |

2004 · 
2005 · 
2006 · 
2007 · 
2008 · 
2009 ·
2010 ·
2011 ·
2012 ·
2013 ·
2014 ·
2015 ·
2016 ·
2017 ·
2018 ·
2019 ·
2020 ·
2021 ·
2022
Clubcompetities: AFC Champions League Elite · AFC Champions League Two · AFC Challenge League

Landencompetities: Aziatisch kampioenschap mannen · Aziatisch kampioenschap vrouwen

Voormalige competities: AFC Challenge Cup · AFC President's Cup · Aziatische supercup · AFC/OFC Cup Challenge · Aziatische beker voor bekerwinnaars · AFC Cup